# Надоляни
Надоляни (пол. Nadolany) — Долинянське село в Польщі, у гміні Буківсько Сяноцького повіту Підкарпатського воєводства.
Населення — 677 осіб (2011).

## Розташування
Знаходиться на берегах потоку Пельниця (права притока річки Віслок) за 4 км на північний захід від Буківсько, 12 км на захід від Сяніка, 60 км на південь від Ряшева, при воєводській дорозі № 889.

## Походження назви
Назва села позначає приміське поселення нижче за течією.

## Історія
Перша згадка припадає на 1577 р. До 1772 р. село входило до складу Сяноцької землі Руського воєводства Речі Посполитої. З 1772 до 1918 року — у межах Сяніцького повіту Королівства Галичини та Володимирії монархії Габсбургів (з 1867 року Австро-Угорщини).
Через відсутність церкви в селі лемківське населення Надолян, як і в решті приміських сіл під Новотанцем, піддавались латинізації та полонізації.
У 1898 р. в селі було 112 будинків і 607 мешканців, сільськогосподарські угіддя становили 4,29 км², крім того присілок Вигнанка налічував 72 мешканці, а землі фільварку становили 2,36 км².
У міжвоєнний час у селі були столярня, кузня, швець, магазин, млин і тартак. В 1939 році в селі проживало 750 мешканців, з них 20 українців, 720 поляків і 10 євреїв. Село входило до Сяніцького повіту Львівського воєводства.
Під час Карпатсько-Дуклянської військової операції з 4 серпня 1944 року понад місяць тривали бої в околицях, поки 16 вересня село не було зайняте Чехословацьким армійським корпусом.
Після війни українське населення виселене в 1944—1946 р. до СРСР.
У 1975-1998 роках село належало до Кросненського воєводства.

## Демографія
Демографічна структура станом на 31 березня 2011 року:
|          | Загалом | Допрацездатний вік | Працездатний вік | Постпрацездатний вік |
| -------- | ------- | ------------------ | ---------------- | -------------------- |
| Чоловіки | 328     | 83                 | 215              | 30                   |
| Жінки    | 349     | 84                 | 187              | 78                   |
| Разом    | 677     | 167                | 402              | 108                  |